# Árboles del Paraíso

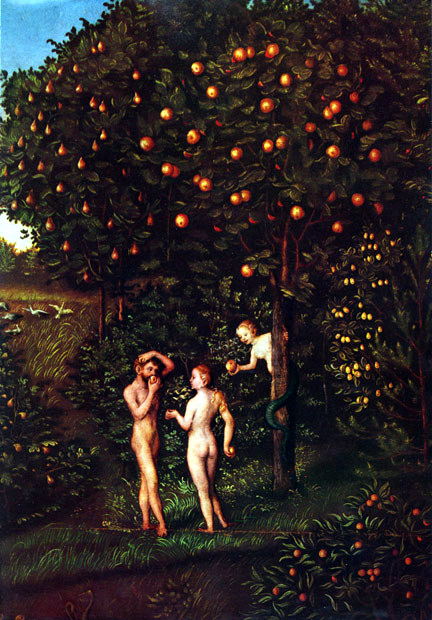
El Árbol del Conocimiento, pintado por Lucas Cranach el Viejo.

Los árboles del paraíso son dos árboles que aparecen en el Antiguo Testamento en la historia del Jardín del Edén. Uno de ellos es conocido como el "Árbol del conocimiento del bien y del mal" (simplificado como Árbol del Conocimiento; en hebreo  עֵץ הַדַּעַת טוֹב וָרָע  "Etz haDaat tov V'ra"), y el otro es el "Árbol de la vida". Según el Génesis, Dios les indicó a Adán y Eva No comer de los frutos de ambos árboles, pero luego de la desobediencia del mandato divino al comer el fruto del primero, estos son expulsados del Jardín del Edén.[cita requerida]

## Los árboles y el Génesis
La narración del Edén, que toma los capítulos 1 a 3 del Génesis, cuenta cómo Dios creó al primer hombre y lo colocó en un jardín paradisíaco en Edén. Antes de crear a la primera mujer, Dios le dice al hombre que él puede comer la fruta de cualquier árbol en el jardín exceptuando el fruto del conocimiento del bien y el mal. Y le advierte que si come de él, morirá. Dios luego forma a la primera mujer y Génesis 2 termina con la nota de que "estaban desnudos sin sentir vergüenza". Adán llamó a la mujer "Eva", por haber sido tomada del "varón". La representación del mal con forma de serpiente, posteriormente tienta a la mujer a comer de la fruta con la promesa de ser como Dios. 
El autor narra que la Serpiente del Jardín del Edén -a la que describe como el animal más astuto que Yavé había creado- pregunta a Eva sobre si su señor les mandó que no comieran de ningún árbol del jardín. Yavé había dicho al hombre que podía comer de todos excepto del árbol de la ciencia del bien y del mal, pero la mujer le responde a la serpiente que su señor les dijo que podían comer de todos excepto del árbol que estaba en medio del jardín. La serpiente miente intencionalmente a Eva, diciéndole que pueden comer de él y que no morirán. Sólo después de comer del árbol de la ciencia del bien y del mal Yavé interroga a Eva, ésta declara que la serpiente le engañó, motivo por el cual Yavé maldice a la serpiente.
Tanto el hombre como la mujer comen, volviéndose conscientes de su desnudez y sintiendo vergüenza. Dios, consciente de que los primeros humanos han comido del fruto prohibido, los expulsa del jardín del Edén para evitar que coman también del Árbol de la vida.
Dios, luego de esto, puso querubines al oriente en el huerto del Edén y una espada ardiente que se revolvía para impedir que el hombre volviera al Jardín.
Adán y Eva ya no tuvieron más acceso al Árbol de la vida (ya no podrían vivir para siempre). Según el texto bíblico, murieron finalmente.

## El Árbol del Conocimiento

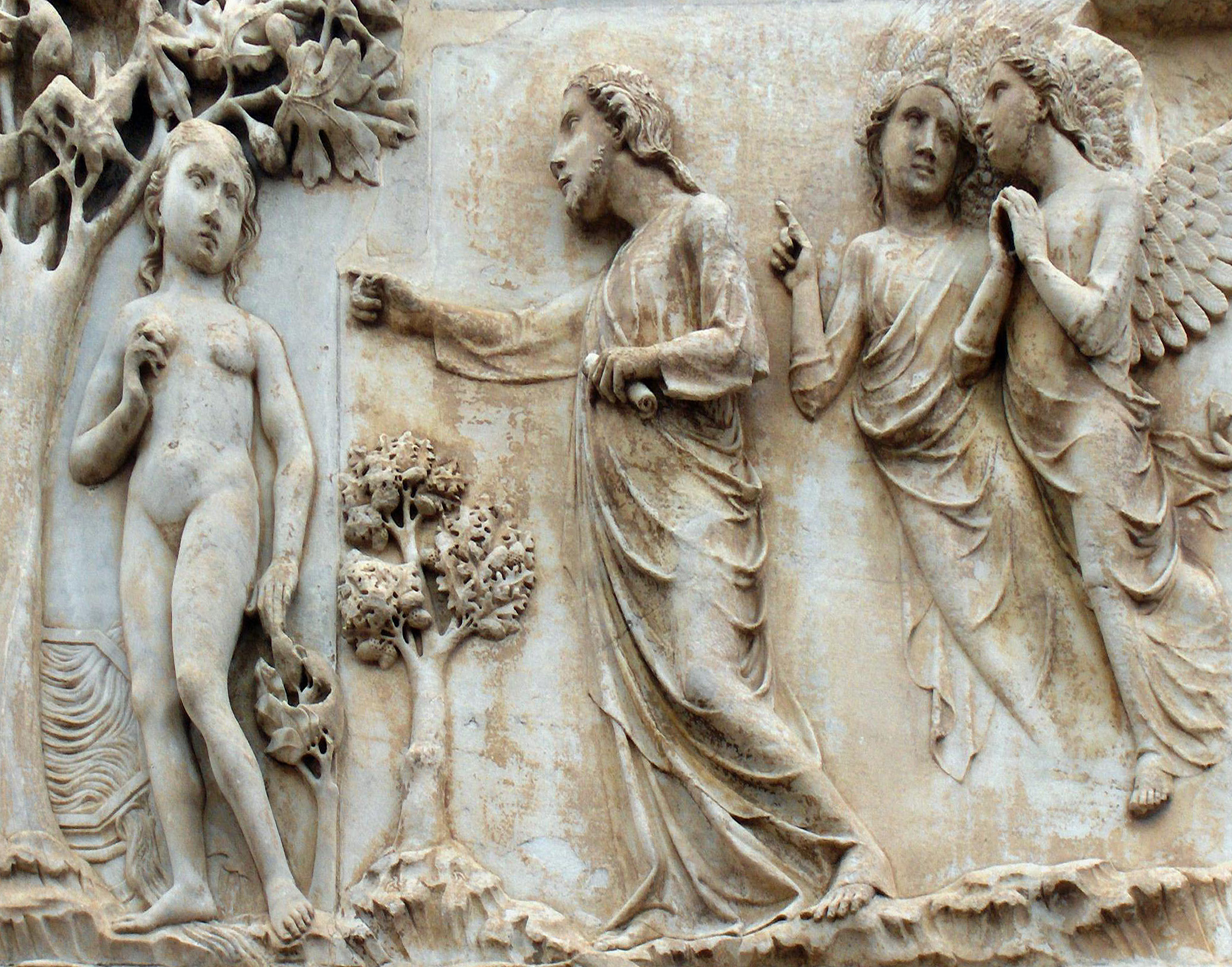
Un mármol bajorrelieve por Lorenzo Maitani en la Catedral de Orvieto, en Italia, retratando a Eva y el Árbol

El árbol del conocimiento del bien y del mal, también llamado árbol de la ciencia del bien y del mal, es presentado como el instrumento de la caída de Adán. A diferencia del árbol de la vida (ver más adelante) que se representa la unidad, el árbol del conocimiento del bien y del mal representa a la dualidad.

### El conocimiento del Árbol
El mayor conocimiento adquirido fue la capacidad moral: los seres humanos comenzaron a juzgar si los hechos eran buenos o malos (como la desnudez natural) y se dieron cuenta de las consecuencias de sus actos (se sintieron avergonzados). El acto de desobediencia abrió los ojos de Adán y Eva al mal.

### El origen del nombre
Gordon y Rendsburg han sugerido que la frase "טוֹב וָרָע", traducida como bien y mal, es un merismo, una figura retórica en la cual un par de opuestos son usados juntos para crear una idea de totalidad (como en la frase "soy Alfa y Omega", que significa que lo es todo). Ellos conjeturan a partir de esto que árbol del conocimiento del Bien y el Mal significa Árbol del Conocimiento Total. Este significado puede también verse en traducciones alternativas como Árbol del conocimiento, tanto del bien como del mal.

### El árbol del conocimiento en la tradición de la Cábala
En la tradición de la Cábala, el Árbol del Conocimiento  (Etz HaDaat Tov VeRa) simboliza la dualidad, la fragmentación y la percepción del mundo a través de la polaridad (bien/mal, luz/oscuridad). Cuando Adán y Eva comen del fruto prohibido del Árbol del Conocimiento del Bien y del Mal, su conciencia cambia: Pasan de un estado de unidad con la divinidad a un estado de dualidad y juicio, en el cual se fragmenta su percepción; entrando en un mundo donde hay separación entre lo sagrado y lo profano, lo espiritual y lo material.

## El Árbol de la Vida

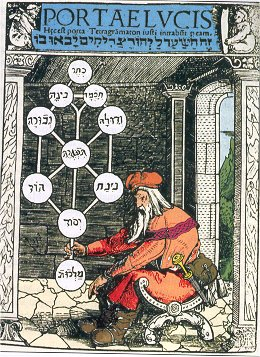
El Árbol de la Vida representado en la Cábala, conteniendo al Sephiroth.

Los Árboles de la vida son símbolos presentes en muchas mitologías.

### El árbol de la vida en el Génesis
La historia de este árbol también está relatada en el Génesis, entre los capítulos 2 y 4. El segundo de los árboles ofrecía la vida eterna a quien lo comiese. Luego del "pecado original", Dios expulsa a Adán y Eva del Paraíso para evitar que comiesen de él.

### El árbol de la vida en el Libro de los Proverbios
En el Libro de los Proverbios, el árbol de la vida se asocia con la sabiduría: "[Sabiduría] es árbol de vida a los que de ella echan mano, y bienaventurados son los que la retienen." (Proverbios 3:13-18) En Proverbios 15:4 el árbol de la vida está asociado a la calma: "La lengua apacible es árbol de vida, pero la perversidad de ella es una herida en el espíritu."

### El árbol de la vida en el Apocalipsis
Se hace una descripción explícita sobre el árbol de la Vida en el libro del Apocalipsis, en el Nuevo Testamento, donde se dice que al vencedor se le dará de comer del árbol de la vida que "está en medio del paraíso de Dios" (Apocalipsis 2:7).
Igualmente se menciona que está ubicado en medio de la calle de la ciudad, en la cual a uno y otro lado del río estaba el árbol de la vida, que produce doce frutos, dando cada mes su fruto; y las hojas del árbol eran para la sanidad de las naciones (Apocalipsis 22:2).

### El árbol de la vida en la tradición de la Cábala
En la tradición de la Cábala, el Árbol de la Vida representa la estructura fractal en que se desdobla el Ein Sof (El Infinito) por emanación en los Universos de manifestación. Cuando Adán y Eva comen del Árbol del Conocimiento del Bien y del Mal (Etz HaDaat Tov VeRa), su conciencia cambia y pasan de un estado de unidad con la divinidad a un estado de dualidad o conciencia sobre la individualidad o separación respecto del Ein Sof. Si en ese estado hubieran comido también del Árbol de la Vida (Etz Ha Haím), habrían alcanzado la inmortalidad sin antes rectificar la fragmentación causada por su nueva conciencia obtenida. Esto significaría que de haber llegado a comer igualmente de sus frutos, la humanidad quedaría eternamente atrapada en un mundo de imperfección y dualidad, sin la posibilidad de regresar a la unidad con Dios. Solo a través del viaje de rectificación espiritual (Tikún), el ser humano podrá acceder nuevamente al Árbol de la Vida y ascender a través de él para fusionarse nuevamente con el Ein Sof, restaurando la armonía original.

### El árbol de la vida en la tradición gnóstica
En la tradición gnóstica el tema del árbol de la vida es complejo al presentar dos interpretaciones diferentes, pero en ambas  es el Demiurgo quien quiere ocultar el árbol de la vida para que no coman de su fruto.
En una versión el árbol de la Vida representa la inmortalidad ilusoria dentro del mundo material (una inmortalidad material que es una trampa en esta interpretación en el gnosticismo), por lo que el Demiurgo lo oculta ya que tampoco desea que el hombre alcance la inmortalidad quedando atrapado en su creación material y con el paso del tiempo ya no pueda controlarlo; sino que lo que desea realmente es atrapar las almas dentro del mundo material y controlarlas a través de la ignorancia, y no lleguen a se igual a él (un "Dios" dentro de la materia). De este modo se interpreta que el Demiurgo igualmente lo usa como una trampa para que mediante su búsqueda (pero no su entrega) el ser humano se mantenga en el mundo material en una búsqueda perpetua, pero sin ser inmortal y alcanzar la Gnosis. Así en esta interpretación la inmortalidad que pudiera entregar el árbol de la vida es material (mantendría la dualidad), y aunque permita extender indefinidamente el tiempo , y por ello lograra llegar a obtener la Gnosis, de todas formas no permitiría la unión total con el Pleroma, al quedar la chispa divina de cada alma confinada al mundo material.
Otra interpretación más cercana a la Cábala y quizás influenciada por ella sugieren que el Árbol de la Vida podría haber sido originalmente un símbolo de la verdadera inmortalidad espiritual, pero el Demiurgo lo distorsionó y/o oculto. Al ocultar el Árbol de la Vida, se asegura de que la posibilidad de trascender y liberarse permanezca fuera del alcance de la humanidad. En este sentido, el Árbol de la Vida sí permitiría la trascendencia y unión con el pleroma, pero el Demiurgo altera y oculta su verdadero significado; y solo aquellos que reciben la verdadera gnosis pueden acceder a él para lograr la trascendencia final. En resumen, en esta interpretación el Árbol de la Vida, al ser símbolo de la liberación y la verdadera conexión con la divinidad, debe permanecer oculto para que las almas tengan que emprender un arduo camino de autodescubrimiento y superación del engaño del Demiurgo al hacernos creer que el consumo de su fruto nos mantendrá cautivos para siempre en el mundo material.

## Ambos árboles en el libro de Enoc
El Libro de Enoc, que generalmente se considera no canónico, afirma que en el momento de la gran juicio de Dios dará a todos aquellos cuyos nombres están en el Libro de la vida a comer del árbol de la vida.
En este libro, Enoc hace una descripción del paraíso, con numerosos árboles, entre ellos menciona al "árbol del conocimiento del bien y el mal" con el nombre del "árbol de la sabiduría". El árbol estaba ubicado al lado del Paraíso de Justicia, en un lugar con árboles numerosos en exceso y grandes, diferentes unos de otros, en donde destaca un árbol distinto de todos los demás, muy grande, bello y magnífico, el árbol de la sabiduría. El árbol es descrito tan alto como un abeto, sus hojas se parecen a las del algarrobo y su fruto es como un racimo de uvas, muy bonito; y con una fragancia que penetra hasta muy lejos, Igualmente se menciona que los que comen de su fruto aprenden gran sabiduría. En esta descripción, Remiel le menciona igualmente a Enoc que: 

Es el árbol de la sabiduría, del cual comieron tu primer padre y tu primera madre y aprendieron la sabiduría y sus ojos se abrieron y comprendieron que estaban desnudos y fueron expulsados del jardín del Edén.

Igualmente se menciona detalladamente en el paraíso un árbol que proporciona vida, siendo lo más posible la descripción del "árbol de la Vida". Enoc lo describe como un árbol rodeado por árboles aromáticos, el cual supera a los demás árboles en altura a la manera de un trono. Ese árbol presentaría un perfume que exhala una fragancia superior a cualquiera y sus hojas, flores y madera no se secan nunca, y presenta un fruto hermoso que se parece a los dátiles de las palmas. En esta descripción, Miguel, que estaba encargado de esos árboles, le menciona igualmente a Enoc que: 

Esta montaña alta que has visto y cuya cima es como el trono de Dios, es su trono, donde se sentará el Gran Santo, el Señor de Gloria, el Rey Eterno, cuando descienda a visitar la tierra con bondad. No se permite que ningún ser de carne toque este árbol aromático, hasta el gran juicio cuando Él se vengará de todo y llevará todas las cosas a su consumación para siempre, pero entonces será dado a los justos y a los humildes. Su fruto servirá como alimento a los elegidos y será trasplantado al lugar santo, al templo del Señor, el Rey Eterno. Entonces ellos se regocijarán y estarán alegres; entrarán en el lugar santo y la fragancia penetrará sus huesos; y ellos vivirán una larga vida, tal y como la que sus antepasados vivieron. En sus días no los tocará ningún sufrimiento ni plaga ni tormento ni calamidad.
Enoc 25:2-6

### Análisis
Serpientes, árboles y frutos son símbolos importantes en las religiones de origen hebreo, como el Judaísmo, Cristianismo, e Islam. Estos símbolos también pueden encontrarse en las sagas nórdicas, con el ejemplo del Yggdrasil, en el que el árbol ofrece la fuente del conocimiento.  En oposición a la inmortalidad de la serpiente, se encuentran el águila y el halcón. Hay una mitología similar en China, donde en un relieve de un árbol de la vida se ve a un ave y a un dragón - en la mitología china, el dragón a menudo representa la inmortalidad. James Frazer en su libro The Golden Bough (1890) intenta dar una perspectiva coherente y unificada a un gran número de símbolos religiosos, mientras que Ioan P. Couliano provee de un análisis del simbolismo en The Tree of Gnosis (1991), además de las múltiples interpretaciones concernientes al Árbol de la Vida (Sephiroth).

### En la tradición popular
Popularmente, en las artes visuales estos árboles son representados como manzanos, probablemente debido a un juego de palabras latino: en la expresión de la Vulgata "lignus scientiae boni et mali" ("árbol de la ciencia del bien y del mal") existe un parecido evidente entre la palabra latina que significa "mal" y el sustantivo latino malum: "manzana". Pero en realidad en el Génesis no se especifica qué tipo de árbol o de fruto es.